# Жак Н'Геа
Жак Н'Геа (фр. Jacques N'Guea, 8 листопада 1955 — 31 травня 2022) — камерунський футболіст, що грав на позиції нападника.

## Кар'єра
Виступав, зокрема, за клуб «Канон Яунде», а також національну збірну Камеруну. У складі збірної був учасником чемпіонату світу 1982 року в Іспанії, де зіграв два неповні матчі. У грі з Перу на 73-й хвилині його замінив Поль Баокен, а у матчі проти Польщі він був замінений у перерві, і на полі замість нього з'явився Жан-П'єр Токото.

## Титули і досягнення
- Переможець Кубка африканських націй: 1984